# Huaying
Huaying är en stad på häradsnivå som lyder under Guang'ans stad på prefekturnivå i Sichuan-provinsen i sydvästra Kina. Den ligger omkring 260 kilometer öster om provinshuvudstaden Chengdu.